# Закон и время
«Закон и время» (каз. Заң және Заман) — казахстанский общественно-политический научно-правовой журнал, печатный орган Генеральной прокуратуры Казахстана. Выходит на казахском и русском языках.

## Содержание
Цель журнала — освещение результатов работы правовой системы Казахстана и осуществления правовых реформ. Посредством журнала происходит официальное опубликование нормативных правовых актов Генеральной прокуратуры Казахстана. Особое место занимают материалы о деятельности органов прокуратуры, судебной системы, правоохранительных органов, следственных, налоговых, таможенных служб Казахстана. Присутствуют также материалы, посвящённые защите прав человека и конституционных прав граждан.
Журнал входит в список специализированных научных изданий и журналов Республики Казахстан.

## Информация об издании
Журнал издаётся с мая 1996 года. До 2009 года выпускался в Алма-Ате, в настоящее время базируется в Астане.
Периодичность издания — раз в два месяца. Изначально журнал выпускался в формате A5, а в 2004 году перешёл на A4. В настоящее время журнал состоит из 80 страниц и снабжён глянцевой обложкой. Тираж издания составляет 3200—5000 экземпляров.

## Главные редакторы
- 1996—2004 — Ибраимов Самат Бектенович;
- 2004—2009 — Забихова Шолпан Аралбаевна;
- 2010 — н. в. — Калыков Жанат Кабылдаевич.